# Dromaeosauroides
Dromaeosauroides („tvarovaný jako běhající ještěr/Dromaeosaurus“) byl rod menšího teropodního dinosaura, možná náležející do čeledi Dromaeosauridae.

## Objev a popis
Je znám pouze na základě korunky zubu o délce 21 mm, objevené v roce 2000 na ostrově Bornholm v Dánsku (souvrství Jydegaard). První dánský dinosaurus byl formálně popsán v roce 2003. Může se jednat o jediného nepochybného dromeosaura, objeveného ve vrstvách evropské spodní křídy. Na délku zřejmě měřil 3 až 4 metry a vážil kolem 40 kg. Přesné rozměry tohoto druhu však nelze s jistotou určit.